# زاگرب داکس

سه اتاق برای اندوه (۲۰۰۵) ساخته پیریو هُنکاسالُ اولین برنده زاگرب‌داکس

جشنواره بین‌المللی فیلم مستند زاگرب یا زاگرب‌داکس (ZagrebDox) یک جشنواره بین‌المللی فیلم مستند است که از سال ۲۰۰۵ هر ساله در اواخر فوریه و اوایل مارس در زاگرب برگزار می‌شود.

## اهداف
هدف این جشنواره ارائه فیلم‌های مستند تازه ساخته‌شده، تقویت تولید آثار مستند ملی و بومی کروواسی و ایجاد انگیزه برای همکاری‌های بین‌المللی و منطقه‌ای در تولید آثار مشترک است. زاگرب‌داکس یک جشنواره تخصصی است که بهترین فیلم‌های مستند خلاق را پذیرفته و نمایش می‌دهد که از این منظر جز معتبرترین جشنواره‌های فیلم مستند سینمای اروپا محسوب می‌شود.
زاگرب‌داکس با تمرکز بر سینمای مستند آلبانی، اتریش، بوسنی و هرزگوین، بلغارستان، کرواسی، مجارستان، ایتالیا، کوزوو ،مقدونیه شمالی، مونته‌نگرو، رومانی، اسلوونی و صربستان در جهت تقویت سینمای مستند منطقه بالکان هدف‌گذاری شده‌است.

## جوایز رسمی[۳]
- جایزه تمبر بزرگ (Veliki pečat): برای بهترین فیلم در برنامه رقابت بین‌المللی
- جایزه تمبر بزرگ (Veliki pečat): برای بهترین فیلم در برنامه رقابت منطقه‌ای
- جایزه تمبر بزرگ (Mali pečat): برای بهترین فیلم ساخته شده توسط کارگردان تا ۳۵ سال سن
- جایزه مخاطب: برای بهترین به انتخاب تماشاگران

## جوایز ویژه
جایزه ویژه جشنواره: برای فیلمی که حقوق بشر را به بهترین شکل روایت کرده باشد.
جایزه ویژه جوانان: برای بهترین فیلم در مورد مسائل مربوط به جوانان. این جایزه توسط هیئت داوران ویژه‌ای متشکل از دانش آموزان دختر و پسر دبیرستانی اعطا می‌شود.
جایزه فیپرشی: برای بهترین فیلم منطقه بالکان
جایزه نسل من: برای کارگردان مستندی که فیلم مستقل مستند تأثیرگذار ساخته باشد.

## پیشینه
در اولین دوره برگزاری زاگرب‌داکس در سال ۲۰۰۵ پیریو هُنکاسالُ با مستند سه اتاق برای اندوه برنده اصلی جشنواره بود. این فیلم دربارهٔ تباهی و مصیبتی است که از جنگ دوم چچن ناشی شد و به‌ویژه اثر مخربی که جنگ بر زندگی و سرنوشت کودکان چچن و روسیه گذاشت.
افزون بر پیریو هُنکاسالُ مستندسازانی مانند ژائو لیانگ، یاسمیلا ژبانیچ، ژلیمیر ژیلنیک، جانفرانکو رزی و وویچیخ کاسپرسکی از برندگان اصلی این جشنواره بودند.